# Pullach im Isartal
Pullach im Isartal (eller: Pullach i. Isartal) er en kommune i Landkreis München (Oberbayern), i den tyske delstat Bayern. Pullach er kendt som hjemsted for den tyske efterretningstjeneste Bundesnachrichtendienst.

## Geografi
Pullach ligger på den vestlige flodskrænt af Isar syd for München.

### Nabokommuner
Nabokommuner er Grünwald på den modsatte bred af Isar, og mod syd er Baierbrunn. Mod nord grænser Pullach til byen München, (bydelene Solln og Harlaching). Mod vest ligger det kommunefrie skovområde Forstenrieder Park.

### Inddeling
Kommunen Pullach består ud over hovedbyen Pullach af landsbyerne Gartenstadt, Großhesselohe, Isarbad, og Höllriegelskreuth.